# Mésange à ventre gris
Melaniparus griseiventris
Espèce
Statut de conservation UICN

 LC  : Préoccupation mineure
La Mésange à ventre gris (Melaniparus griseiventris) est une espèce de passereau de la famille des Paridae.

## Description
Cet oiseau mesure 15 cm de longueur pour une masse d'environ 20 g.

## Habitat
Cet oiseau fréquente le miombo (savane boisée).